# NGC 1973
NGC 1973 est une nébuleuse en émission située dans la constellation d'Orion. Elle a été découverte par l'astronome prussien Heinrich d'Arrest en 1862.

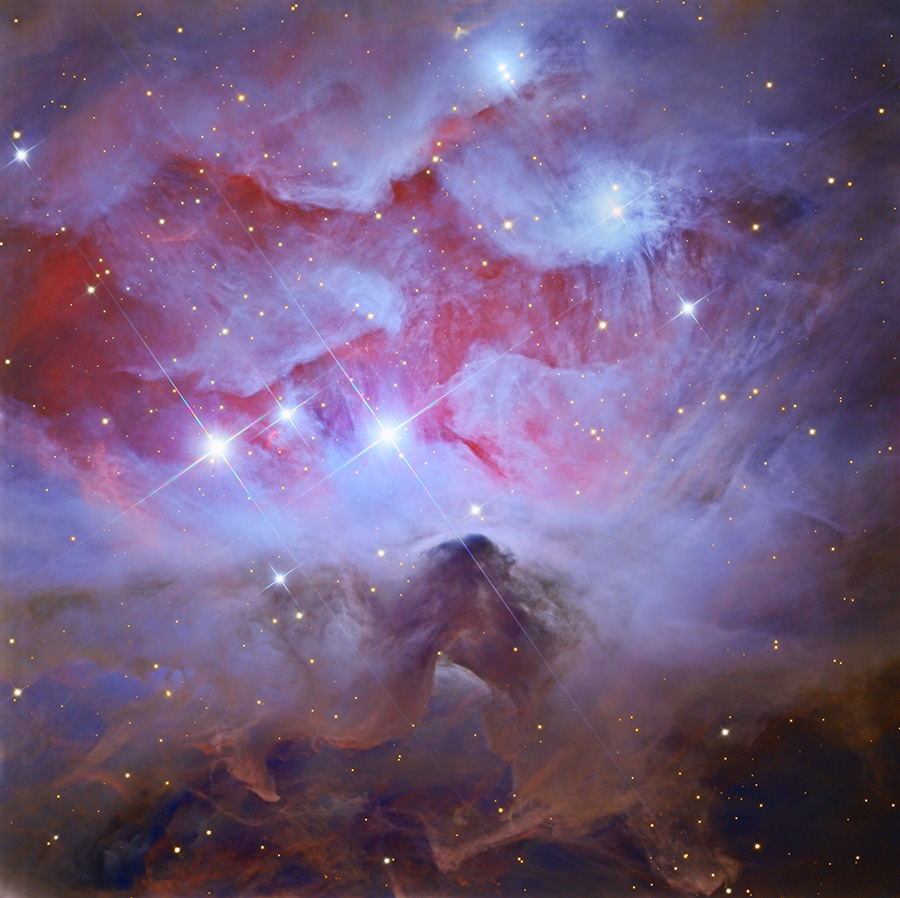
La grande nébuleuse NGC 1977 contient les nébuleuses NGC 1973 et NGC 1975 (par Adam Block, Mount Lemmon SkyCenter Schulman Telescope).